# Raimundo Achondo
Carlos Raimundo Achondo Doren (Santiago de Chile, 4 de mayo de 1958) es un exfutbolista, exvicepresidente de la Federación de Tenis de Chile y empresario chileno. Es hermano del empresario y dirigente deportivo Felipe Achondo.

## Clubes[1]
| Club                 | País  | Año       |
| -------------------- | ----- | --------- |
| Universidad Católica | Chile | 1978-1980 |
| Universidad de Chile | Chile | 1981-1983 |
| Audax Italiano       | Chile | 1984      |
| Unión San Felipe     | Chile | 1985      |